# Tolg
Tolg is een plaats in de gemeente Växjö in het landschap Småland en de provincie Kronobergs län in Zweden. De plaats heeft 59 inwoners (2005) en een oppervlakte van 20 hectare. De plaats ligt op een schiereiland aan het meer Tolgasjön.